# Wenn Lawson
 (octobre 2015).
Si vous disposez d'ouvrages ou d'articles de référence ou si vous connaissez des sites web de qualité traitant du thème abordé ici, merci de compléter l'article en donnant les références utiles à sa vérifiabilité et en les liant à la section « Notes et références ».
Pour les articles homonymes, voir Lawson.
Ne doit pas être confondu avec Wendy Lawson (handball).
Wendy Lawson, dit Wenn Lawson, né en 1952, est éducatrice, psychologue, autrice et conférencière australienne autiste, qui, par ses publications et ses discours, travaille à faire comprendre l'autisme.

## Biographie
Considéré comme handicapée mentale et « pratiquement incapable de faire ce qu'on lui demandait à l'école », elle a ensuite été diagnostiquée, à tort, schizophrène ; une étiquette qu'elle a conservée pendant 25 ans. Son sentiment d'être une personne à part entière était alors inexistant. 
En 2005, elle est mère de 3 enfants, deux fois diplômée de l'université, travailleuse sociale, éducatrice pour adultes ; et elle gère sa propre entreprise à Victoria en Australie. Elle partage sa compréhension de l'autisme avec les autres pour, selon elle, « aider à construire un pont entre mon monde et le leur ».
Elle a quatrième place du prix « Australienne victorienne de l'année » en 2008.

## Idées
Principales idées soutenues par Wendy Lawson sur l'autisme[réf. souhaitée] :
- l'autisme n'est pas une déconnexion du monde, mais plutôt une hyperconnexion de la personne autiste à une chose (intérêt restreint), au point d'oublier tout le reste ;
- la compréhension du monde et des mots par l'autiste est littérale ;
- la personne autiste concentre (focalise) principalement son attention sur une chose ;
- elle est monotropique, c'est à dire dans l'impossibilité de mobiliser plusieurs de ses sens en même temps (ce qui expliquerait par exemple, la difficulté qu'ont de nombreux autistes à regarder leur interlocuteur dans les yeux) ;
- elle dispose pour un ou plusieurs sens d'une « hyper-perception » (ouïe, vue, toucher, etc.) qui peut lui être douloureuse et le conduire à alterner avec une « hypo-perception » ;
- elle expérimente souvent un temps de latence entre perception et réaction, ou pour « passer d'un sens à un autre ».

Wendy Lawson a développé une théorie (SAACA, acronyme de  « Single Attention and Associated Cognition in Autism ») qui insiste sur le fait que la personne autiste a une attention intense, mais fortement monocentrée sur un sujet à la fois, et ne passant que par  un canal sensoriel à la fois (ouïe, vision, odorat, tact, etc.), ce qui explique un style d’apprentissage unique chez les personnes du spectre de l'autisme, alors que les personnes neurotypiques peuvent déplacer leur attention d’une tâche à une autre. les personnes du spectre autistique ont donc une vision plus éclatée du monde. Wendy Lawson en déduit que ces spécificités devraient être mieux prises en compte, pour mieux accompagner les personnes autistes et leurs familles, notamment dans les lieux d’éducation et d’emploi qui les accueillent. Si ce style d’apprentissage particulier est bien compris, valorisé et adapté, alors, la personne autiste pourra atteindre son plein potentiel, au profit du bien commun.